# ルス・マリナ・スールアガ
ルス・マリナ・スールアガ（Luz Marina Zuluaga、1938年10月31日 - 2015年12月2日）は、コロンビアのファッションモデル。1958年、第7回ミス・ユニバース世界大会（ミス・ユニバース1958）で優勝。
画家のアントニオ・スールアガはいとこである。

## 経歴
1938年10月31日、父フランシスコ・スールアガ (Francisco Zuluaga) と母マルガリータ・スールアガ (Margarita Zuluaga) のもと、リサラルダ県ペレイラに生まれる。出生名ルス・マリナ・スールアガ・スールアガ (Luz Marina Zuluaga Zuluaga)。幼少時にカルダス県マニサレスに移り、この町で育つ。
1957年10月12日、地元のミス・コンテスト、セニョリータ・カルダス (Señorita Caldas) に出場、優勝する。
1957年、ミス・コロンビア1957 (Concurso Nacional de Belleza de Colombia) で準優勝する。この時彼女を押さえてミス・コロンビアとなったドリナ・イネス・ヒル・サンタマリア (Doris Inés Gil Santamaría) はミス・ユニバース1958の前に結婚したため、規定により参加資格を失う。1958年7月25日、ロングビーチ (カリフォルニア州)で開催された世界大会で優勝、コロンビア代表として初のミス・ユニバースとなる。コロンビア唯一（当時）のテレビ局と大部分のラジオ局は速報番組を流した。
表彰式の後、彼女はすぐに帰国できなかった。当時コロンビアでは軍事政権が成立した直後で、政情不安を考慮した主催者サイドのセキュリティ担当者が待ったをかけた。最終的に帰国した際、当時の軍事政権を含む国民各層から大歓迎を受けた。スールアガの家庭があまり裕福でないと知られると、多くのマニサレス市民はお金を寄付した。それによって彼女は家を建て替えた。
1959年、スールアガの記念切手が発行された。存命中の人物の肖像が切手になるのは同国の歴史上初めてであった。
2015年、マニサレスの自宅で死去した。享年77。友人宅で死亡とする資料もある。
ミス・ユニバースの王冠と笏を持つ彼女の写真と、そこで授与されたトロフィーは、ボゴタのコロンビア国立博物館で保管されている。

## 私生活とゴシップ
1966年、耳鼻科医のエンリケ・ベレス (Enrique Vélez) 結婚した。1人の子を儲けたのち、米国に移住、同国でさらに3人の子を儲けた。
1991年、娘のアンドレア (Andrea) はミス・コロンビアに出場したが、5人のファイナリストに残れなかった。